# Mistrzostwa Europy w Futsalu 2005
4. Mistrzostwa Europy w Futsalu – turniej finałowy ME 2005 odbył się w Ostrawie w Rep. Czeskiej w dniach 14-20 lutego. Wzięło w nim udział 8 drużyn narodowych wyłonionych spośród 33 reprezentacji w turniejach wstępnych (6-11 stycznia 2004) i kwalifikacyjnych (27 stycznia-1 lutego 2004). Mistrzem Europy, po raz drugi w historii, została reprezentacja Hiszpanii, pokonując w finale Rosjan 2–1.
Zawody rozegrano w halach:
- ČEZ Aréna (liczba miejsc: 12 000)
- Zimní stadion Ostrava-Poruba (liczba miejsc: 4 500)